# Panurginus semiopacus
Panurginus semiopacus är en biart som beskrevs av Morawitz 1895. Panurginus semiopacus ingår i släktet bergsbin, och familjen grävbin. Inga underarter finns listade i Catalogue of Life.